# هوهنلاند
هوهنلاند (به آلمانی: Höhenland) یک شهر در آلمان است که در مرکیش-اودرلند واقع شده‌است. هوهنلاند ۱٬۰۷۵ نفر جمعیت دارد.